# 费拉达马塔
费拉达马塔是巴西巴伊亚州的一个市镇。总面积1655.819平方公里，总人口6217人，人口密度3.8人/平方公里。